# Kalimba
La kalimba (o sanza, likembe, piano da pollice, ecc.) è un antichissimo strumento musicale africano, formato da un numero variabile di lamelle di legno (generalmente ricavate dalla canna di bambù e di giunco) o di metallo, applicate su una scatola o una zucca che fungono da cassa di risonanza. La cassa ha due fori posteriori e un grande foro anteriore, per l'effetto "wah wah". La kalimba può avere da 5 a oltre 40 lamelle, e la sua grandezza può variare da pochi centimetri (versioni tascabili) a diversi decimetri. Questo strumento esiste anche sprovvisto di cassa armonica, in questo caso sostituita da una semplice tavoletta (Celeste Version). La versione appena citata gode naturalmente di dimensioni più contenute e di una maggiore solidità, ma il suono ha un volume decisamente più basso.
Il suono è prodotto premendo verso il basso e rilasciando la punta delle lamelle con la punta delle dita, o meglio ancora delle unghie. In genere si suona con i pollici, ma alcuni preferiscono posare lo strumento su una superficie piana e utilizzare le altre dita della mano per "pizzicare" le lamelle.
Esistono anche kalimba elettriche, provviste di pick-up e talvolta di equalizzatore. L'elettrificazione aumenta la versatilità dello strumento, poiché sono rese più semplici l'amplificazione, la registrazione e le capacità espressive (è possibile l'applicazione di effetti elettronici al suono).
In organologia è classificata tra i lamellofoni (o idiofoni a pizzico), la stessa famiglia di strumenti della m'bira, a cui infatti assomiglia, e da cui probabilmente proviene.
Esistono numerosi tipi di kalimba: per altezza del suono esiste la kalimba basso, la kalimba contralto, e la kalimba soprano. Per chiavi musicali: la kaRimba, in scala originale africana; la kalimba pentatonica; la kalimba cromatica; la kalimba diatonica; le kalimba in chiavi tradizionali (Ake Bono dal Giappone, Morocco Tuning, ecc.).
Viene solitamente impiegata come strumento d'accompagnamento, fornendo la base ritmica ed armonica al brano, e/o per produrre melodie.
Fu introdotta negli Stati Uniti d'America in seguito alla tratta degli schiavi africani. Gli schiavi costruivano le kalimba utilizzando materiale di recupero, come ad esempio le casse del pesce e le lame di vecchi coltelli o forchette. Il percussionista e compositore Maurice White degli Earth, Wind and Fire (che negli anni settanta impiegarono sovente lo strumento) ha definito la kalimba come il punto di connessione con l'Africa, ovvero con le origini e l'antichità della musica.
Tra le kalimba italiane ricordiamo le "Verrico Cajon Kalimba" di Giuseppe Verrico, e le "Danilo Raimondo Kalimba".
La kalimba cromatica a marchio Hugh Tracey (A.M.I.), è una delle versioni più complete ma anche più complesse tra le kalimba in commercio. Trattasi di un tipo di strumento con lamelle in chiave di Do o Sol sulla parte frontale, e con le relative note alterate sul retro. Le potenzialità di questa versione sono molteplici. Lo strumento permette variazioni di tonalità, e le sue due ottave e mezzo danno la possibilità di suonare diversi tipi di generi musicali. Lo strumento è nato da un'idea originale del noto kalimbista americano Mark Holdaway, insieme con l'americana Sharon Eaton. Tra i principali musicisti a livello mondiale che utilizzano questa versione della kalimba, ricordiamo Yohei Kisanuki (Kyoto, Giappone), Nick Strippoli (Roma, Italia), e Mark Holdaway (Tucson, Arizona, USA).